# Cathepsine G
La cathepsine G est une protéase à sérine. Son gène est le CTSG situé sur le chromosome 14.

## Rôles
Il est exprimé dans les polynucléaires neutrophiles et participe à la dégradation des micro-organisme dans la cellule ou en extra-cellulaire. Il a également un rôle d'attraction pour les cellules mononuclées et les neutrophiles. Il régule la fixation de la sélectine P sur son récepteur.
Il pourrait influencer la formation de l'athérome, en diminuant le taux de LDL-cholestérol.